# Gutsbahn Dahlewitz
| Die Straße Gutsbahntrasse im Ort erinnert an die Bahn                                                                      |                      |               |               |
| Streckenlänge: | 2,5 km               |               |               |
| Spurweite: | 1435 mm (Normalspur) |               |               |
| Stromsystem: | unbekannt =          |               |               |
| |                      |               |               |
| \| \| \| von Berlin \| \| \| \| \| Dahlewitz \| \| \| \| \| \| \| \| \| \| nach Dresden \| \| \| \| \| Gut Dahlewitz \| \| |                      |               |               |
| Strecke |                      | von Berlin    | von Berlin    |
| Haltepunkt / Haltestelle · Betriebs-/Güterbahnhof Streckenanfang (Strecke außer Betrieb)                                   |                      | Dahlewitz     | Dahlewitz     |
| Abzweig geradeaus und ehemals nach links · Abzweig geradeaus und von rechts (Strecke außer Betrieb)                        |                      |               |               |
| Strecke nach rechts · Strecke (außer Betrieb)                                                                              |                      | nach Dresden  | nach Dresden  |
| Betriebs-/Güterbahnhof Streckenende (Strecke außer Betrieb)                                                                |                      | Gut Dahlewitz | Gut Dahlewitz |

Die Gutsbahn Dahlewitz war eine von 1895 bis 1945 betriebene Anschlussstrecke vom Bahnhof Dahlewitz an der Bahnstrecke Berlin–Dresden zum Gut Dahlewitz. Bereits 1904 wurde die Strecke elektrifiziert. Sie ist damit eines der frühesten Beispiele für elektrischen Eisenbahnbetrieb in Preußen.

## Geschichte

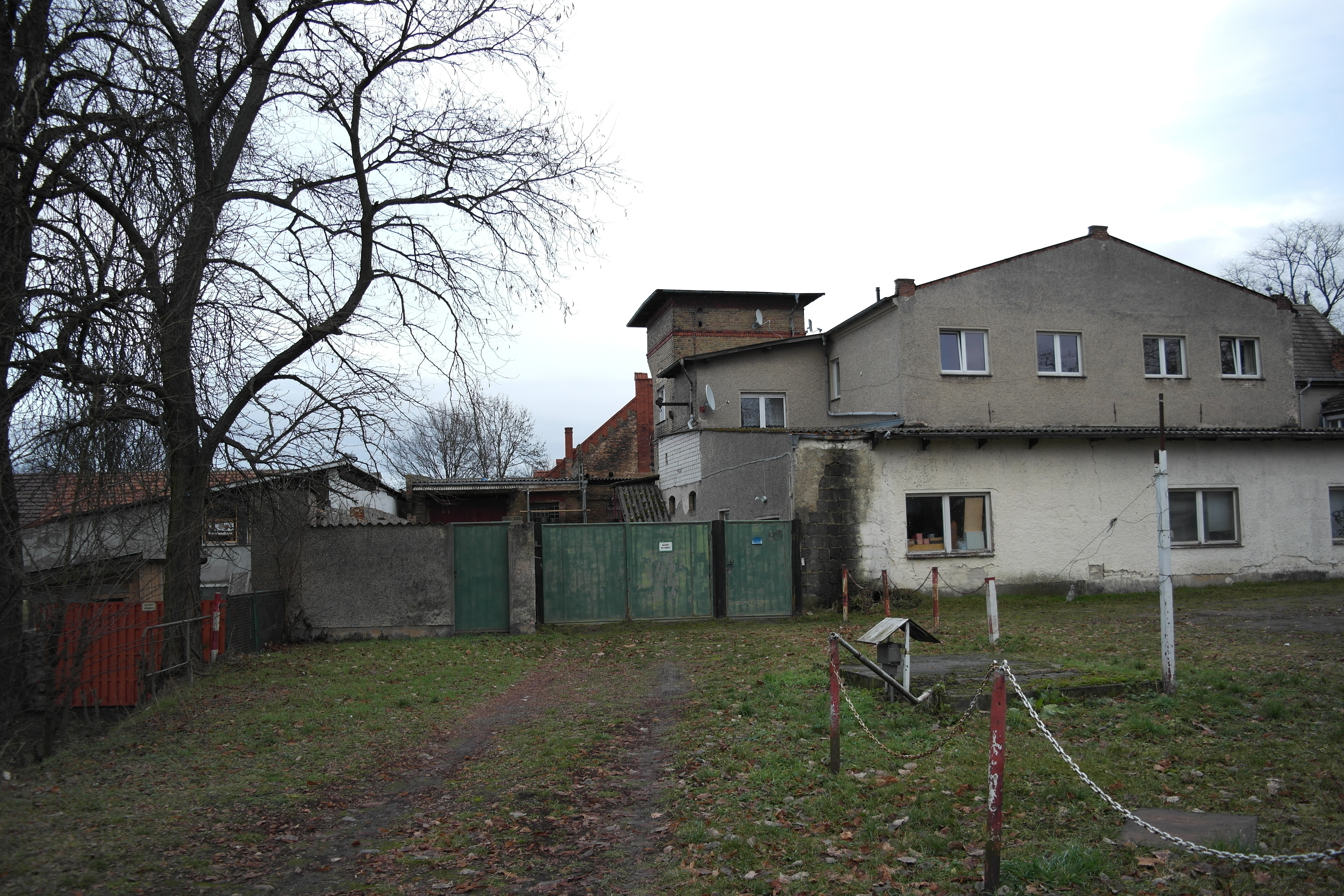
Die Strecke endete an der Brennerei des Gutshofs.

Der Berliner Architekt Wilhelm Böckmann übernahm 1896 das Gut Dahlewitz (bis 1905 Dahlwitz genannt) und baute das Gut in den folgenden Jahren zu einem modernen Mustergut um. Unter anderem ließ Böckmann durch ein preußisches Eisenbahnregiment ein Anschlussgleis in Kiesbettung von der damaligen Haltestelle Dahlewitz an der Berlin-Dresdener Eisenbahn zum Gut errichten. Das Gleismaterial stammte von der Firma Orenstein & Koppel aus gebrauchten Beständen. Zunächst wurden die Wagen von Pferden gezogen, was sich jedoch nicht bewährte, und schon nach einem Vierteljahr wurde eine Akkumulatorlokomotive der Firma Siemens & Halske beschafft. In Zusammenarbeit mit den Siemens-Schuckert-Werken in Berlin wurde im Herbst/Winter 1903/1904 die Strecke mit einer Oberleitung versehen und die elektrifizierte Strecke am 1. April 1904 in Betrieb genommen. Der Strom wurde in einem Kesselhaus nahe der Brennerei erzeugt, das durch die Bahn mit Kohlen versorgt wurde. Der Strom diente auch zur Versorgung des Guts und zum Pumpen von Wasser in den zeitgleich mit der Bahn erbauten und vermutlich von Böckmann entworfenen Wasserturm des Guts. Zweck der Bahn war der Transport landwirtschaftlicher Güter und der Erzeugnisse der auf dem Gut befindlichen Brennerei. Das Gut wiederum erhielt außer Kohlen vermutlich auch Düngemittel und Baustoffe. Auch eine Kohlenhandlung gegenüber dem Gut wurde über die Bahn mit Kohlen beliefert.
1943 ereignete sich an der Kreuzung mit der heutigen Thälmannstraße eine Kollision mit einem LKW, bei der die Lok beschädigt wurde, jedoch weiter eingesetzt werden konnte. 1945 wurde das Gut enteignet. Über den Verbleib der Lok und der Schienen ist nichts bekannt. Es gibt Vermutungen, dass die Gleise als Reparationsleistung an die Sowjetunion gingen, dagegen spricht der zu dieser Zeit schlechte Zustand der Gleise. Ebenfalls wird vermutet, dass die Schienen in nach der Bodenreform entstandenen Neubauernhäusern als Deckenträger dienten.

## Verlauf

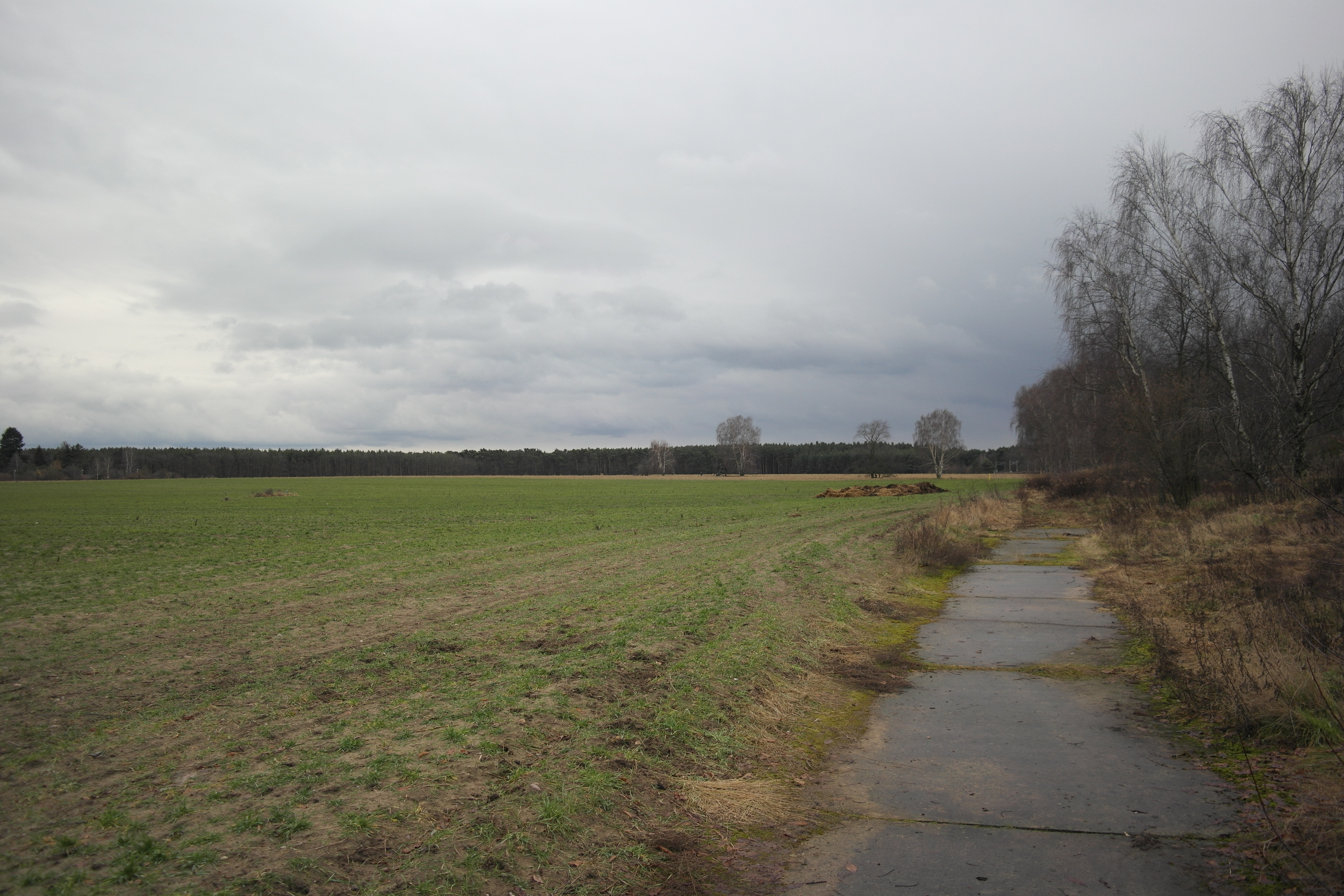
Die Trasse verlief vom Weg im Vordergrund entlang der Bäume in der Bildmitte im Bogen nach links

Die etwa 2,5 Kilometer lange Strecke begann östlich des Bahnhofs Dahlewitz. Dort gab es ein Stumpfgleis und ein Umsetzgleis für die Lokomotive. Das Areal wurde nach 2000 überbaut, dort entstand die Dahlewitzer Gemeindebibliothek. Im Südteil des Bahnhofs gab es ein Verbindungsgleis vom Streckengleis in Richtung Berlin zur Gutsbahn. Wagen, die aus Richtung Berlin für die Gutsbahn bestimmt waren, mussten erst zum Bahnhof Rangsdorf gebracht und dann zurück nach Dahlewitz gefahren werden. Von dort wandte sich die Strecke in einem Bogen nach Osten. Der Verlauf der Trasse ist an einigen auf einem Feld stehenden Bäumen auszumachen. Sie verlief dann südlich der heutigen Bebauung des Ortes, der Straßenname Gutsbahntrasse erinnert heute an den Verlauf der Strecke. An der Kreuzung mit der heutigen Thälmannstraße befand sich eine Kopframpe mit einem Ladegleis, so dass auch dort Be- und Entladungen möglich waren. Die Trasse zwischen der heutigen Thälmannstraße und der Kreuzung mit der Dorfstraße ist mittlerweile überbaut. Sie endete an der Nordwestseite des Gutes Dahlewitz. Neben der Brennerei dort war der Lokschuppen der Bahn, welcher erhalten geblieben ist.

## Fahrzeuge
Die Bahn verfügte über eine Lokomotive, ein Unikat ohne Baureihenbezeichnung. Hierbei handelte es sich vermutlich um die Akku-Lokomotive, welche zu einer E-Lok umgebaut und auf dem Dach des Führerstandes mit einem Stromabnehmer versehen wurde. Hinzu kamen mindestens zwei gutsbahneigene gedeckte Güterwagen mit der Aufschrift „Dom. Dahlwitz – Dresdener Bahn“, vermutlich Kühlwagen zum Milchtransport. Des Weiteren fuhren diverse Güterwagen der Staatsbahn auf der Strecke.